# Bibliothèque royale de Belgique
Pour les articles homonymes, voir Bibliothèque royale, KBR et Albertine.
La KBR — contraction de Koninklijke Bibliotheek et de Bibliothèque royale  — est le nom actuel de la Bibliothèque royale de Belgique. Elle est la bibliothèque scientifique nationale de l'État fédéral belge. Elle se situe à Bruxelles, au Mont des Arts, dans le quartier royal.
La KBR compte plus de huit millions de documents qui sont répartis sur 17 étages. Elle a comme mission la gestion du patrimoine culturel belge concernant les publications parues en Belgique et à l'étranger. Elle ajoute en moyenne 200 publications d'auteurs belges par jour à ses collections, notamment par dépôt légal. Ce dernier, en application depuis le 1er janvier 1966, est particulièrement délicat dans le contexte belge aux différentes réalités linguistiques. En effet, des publications existent dans les trois langues officielles : le français, le néerlandais, et l’allemand. La bibliothèque nationale se doit également de récolter les ouvrages des auteurs et autrices belges dont les livres sont publiés à l’étranger, dans les maisons d’édition françaises, par exemple. Sa mission est de donner accès à l'information au public, de faciliter la recherche et de proposer des expériences culturelles originales.

## Nom
Elle était aussi désignée jadis comme la Bibliothèque royale Albert Ier, l'Albertine ou encore la Royale.

## Histoire
La Bibliothèque royale de Belgique trouve son origine dans la bibliothèque personnelle des ducs de Bourgogne. À la mort de Philippe le Bon, en 1467, celle-ci comptait 900 volumes. En 1559, Philippe II d'Espagne lui confère le titre de Bibliothèque royale. Elle ne sera ouverte au public qu'en 1772 par Charles Alexandre de Lorraine, gouverneur des Pays-Bas autrichiens.
Sous le régime français, la Bibliothèque royale, accrue de fonds d'établissements religieux du Brabant, est attribuée à l'école centrale de Bruxelles, continuatrice officielle de l'ancienne Université de Louvain et héritière de sa bibliothèque. En 1802, la ville de Bruxelles en reçoit la gestion.
La Bibliothèque royale de Belgique proprement dite est fondée en 1837 et ouverte au public en 1839. En 1842, les collections anciennes qui avaient été attribuées à la ville de Bruxelles sont acquises par la nouvelle Bibliothèque royale, réunifiant les collections.
Le nouvel établissement s'enrichit de nombreuses collections privées au cours du XIXe siècle, dont les fonds Van Hulthem et Fétis. De même, elle reçoit au XXe siècle la bibliothèque des Arenberg et les collections de Jules Vandenpeereboom.
Les bâtiments actuels de la bibliothèque ont été construits entre 1954 et 1969, en même temps que l’ensemble architectural du Mont des Arts dont elle forme un des côtés.
Depuis 1958, la Bibliothèque royale de Belgique héberge dans ses locaux les Archives et Musée de la littérature (AML), le centre de documentation et de recherche sur le patrimoine littéraire, théâtral et éditorial de la Belgique francophone.

## Les bâtiments

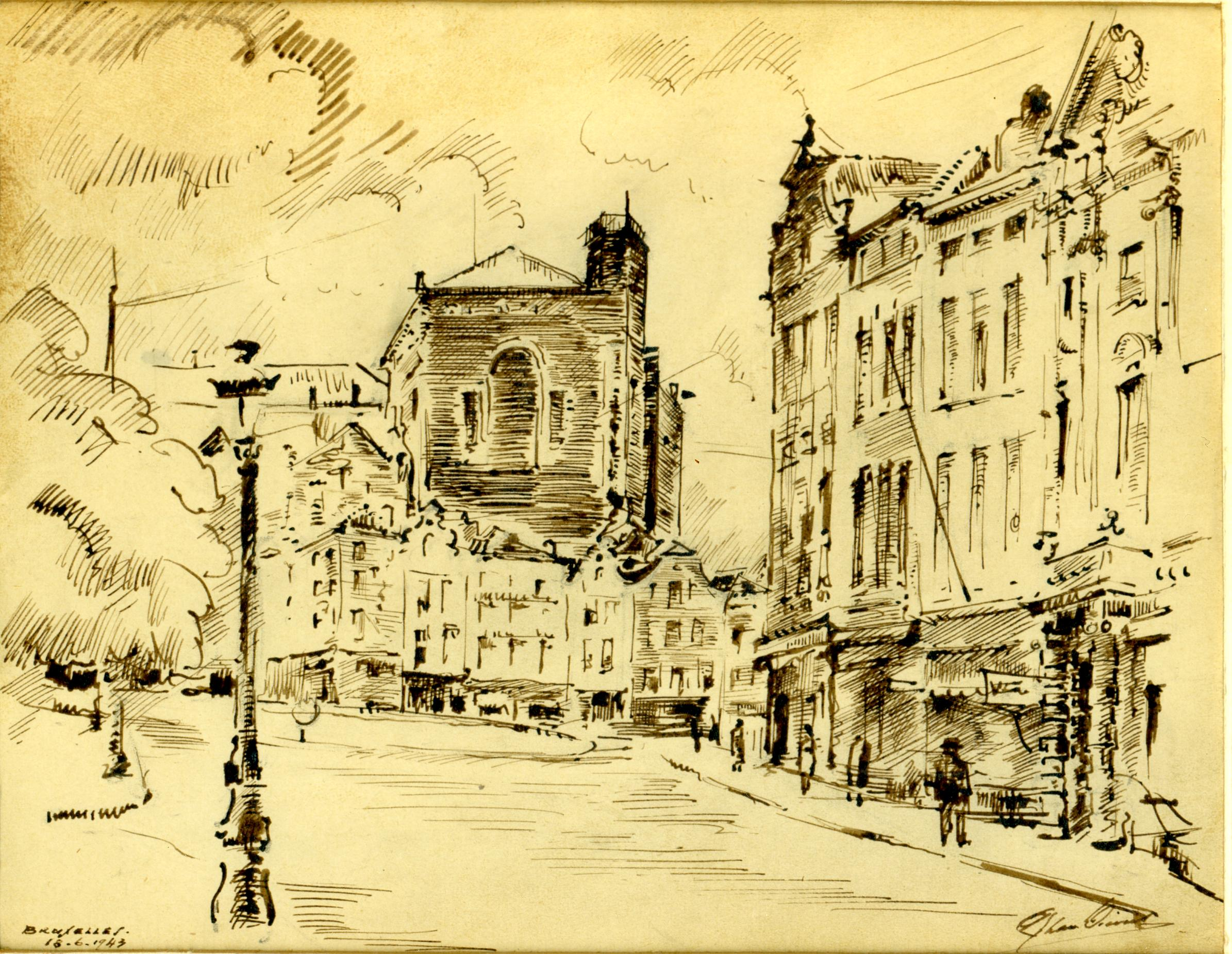
L'ancienne Bibliothèque royale en 1943 vue depuis la rue de la Madeleine, dessin au sépia par Léon van Dievoet.

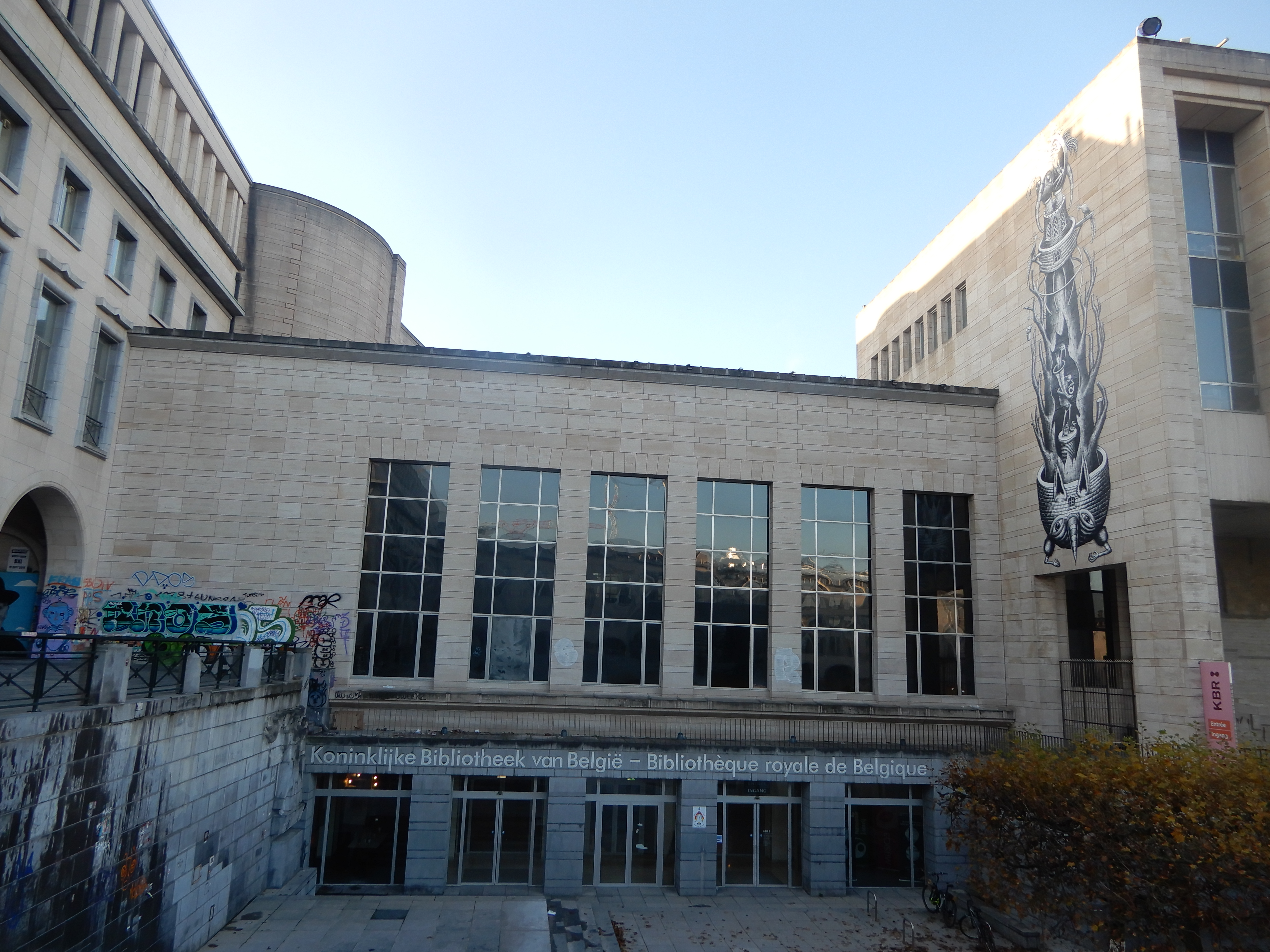
L'entrée principale de la bibliothèque en 2019.

Les bâtiments actuels composant la Bibliothèque royale de Belgique ont été édifiés de 1954 à 1969 sur les plans des architectes Maurice Houyoux, Roland Delers et Jacques Bellemans. Élevés sur un terrain de 13 000 m2, les multiples niveaux de la bibliothèque portent la superficie utile à un total de 67 000 m2. La construction a nécessité 28 000 m3 de béton armé et 3 000 tonnes d'acier.
Depuis 2019, de nombreux travaux ont été entrepris pour améliorer les infrastructures des bâtiments de la bibliothèque, dont la rénovation du toit-terrasse qui a une superficie de 1 000 m2. Entamée en octobre, la première phase du projet a été consacrée à la rénovation du Palais Charles de Lorraine, afin qu’il puisse accueillir des expositions temporaires. En novembre, l’entrée de la bibliothèque orientée vers le Mont des Arts a été rendue accessible aux personnes à mobilité réduite, notamment grâce à l’ajout d’une rampe d’accès amovible. La création de nouveaux espaces d’exposition a été permise grâce à d’importants travaux d’infrastructure à la bibliothèque et a permis d’intégrer la chapelle Nassau au nouveau musée. Il aura fallu plus d’un an (d’avril 2019 à juin 2020) pour mener à bien le projet de musée qui occupe désormais deux étages. La transformation en espace muséal a nécessité une mise aux normes des systèmes d’électricité et de climatisation. La réalisation des travaux du KBR Museum est le fruit d’un partenariat entre la Bibliothèque Royale, la Régie des Bâtiments et Toerisme Vlaandern. En octobre 2024, un projet d’ascenseur vitré est annoncé. Conçu par Jo Coenen Architectes et Urbanistes (JCAU), il offrira un accès au toit-terrasse et une vue panoramique sur le Mont des Arts.

## Organisation et missions
En collaboration avec d'autres bibliothèques scientifiques en Belgique, la Bibliothèque royale accomplit des tâches essentielles pour la mise à disposition d'informations scientifiques. Elle répond aux besoins d'information dans tous les domaines de la recherche, tant à partir de ses propres collections qu'à partir d'informations conservées ailleurs. Dans le cadre de sa collaboration interbibliothécaire nationale et internationale, elle est représentée au sein d'organisations et d'activités qui concernent son fonctionnement en général et dans des domaines spécifiques.
Ses principales missions sont :
- gestion et conservation du patrimoine culturel ;
- acquisition, gestion et accès aux publications belges ;
- tâches essentielles dans l'offre d'information scientifique ;
- tâches scientifiques ;
- orientation vers les utilisateurs.

La Bibliothèque Royale a opté pour un modèle hybride afin de se renouveler et d'attirer de nouveaux publics. Elle est hybride d’abord puisqu’elle comprend des collections physiques et numériques, mais aussi car elle abrite un musée au sein de son bâtiment. Cet élément présente un défi de gestion important, mais permet de mettre ses livres imprimés en valeur. La KBR opte pour « une nouvelle culture de bibliothèque qui entend faire passer le client et son expérience avant tout » - Joachim Spyns.
Dans le rapport annuel de 2022, on remarque une augmentation importante du nombre de visiteurs à la bibliothèque, notamment dans la salle de lecture et lors des événements organisés par la bibliothèque.  

## Collection
La bibliothèque est composée de plusieurs collections imprimées et numériques. De plus, elle compte dix collections spécialisées qui sont les suivantes : Bibliographie de Belgique, Cartes et plans, Chalcographie, Estampes et dessins, Études américaines, Imprimés anciens et précieux, Journaux, Manuscrits, Monnaie et médailles et Musique.
La bibliothèque conserve :
- 5 000 000 livres ;
- 21 500 périodiques ;
- 150 000 cartes, plans et atlas ;
- 32 000 manuscrits, incluant 4 500 codices médiévaux ;
- 300 000 imprimés anciens et incunables ;
- 700 000 estampes et photographies ;
- 9 200 microfilms ;
- 9 000 plaques gravées ;
- 100 000 documents sonores (disques 78 tours, 45 tours et 33 tours, CD, cassettes et bandes magnétiques).

En parallèle de ses missions de conservation et de numérisation, la bibliothèque mène une politique de numérisation pour préserver et diffuser en ligne ses collections. Elle met à disposition ses collections à des fins de recherche et se donne la mission de valoriser les documents en les rendant accessibles au plus grand nombre.

### Le KBR museum (Cabinet des manuscrits)
Depuis septembre 2020, le site de la Bibliothèque royale offre un espace permanent d'exposition présentant au public des manuscrits, des peintures, des sculptures et des bijoux médiévaux: le KBR museum. On peut y voir une collection de manuscrits uniques et précieux provenant de la Librairie, un trésor amassé par les ducs de Bourgogne et conservé dans leur bibliothèque . L'accès se fait par la porte principale du KBR. En raison de la fragilité des pièces et pour en assurer la conservation, une rotation des objets exposés a lieu tous les six mois.
Le musée a été aménagé dans la chapelle Nassau qui est aussi connue sous le nom de Chapelle Saint-Georges. Cette chapelle a bénéficié de nombreuses restaurations à travers les années. Érigée sur le Mont des Arts, elle a connu plusieurs affectations avant de finalement servir de salle d’exposition pour la Bibliothèque royale en 2020.

### Cabinet des manuscrits
Le Cabinet des manuscrits compte environ 35 000 manuscrits, dont 4 500 codex médiévaux. La collection de manuscrits mise en place par Philippe le Hardi et développée par Philippe le Bon a constitué le noyau initial de la Bibliothèque royale. Une partie de cette collection a été perdue lors de l'incendie du palais du Coudenberg et une autre volée lors de l'occupation française sous Napoléon Bonaparte. Parmi les quelque mille manuscrits précieux que comptait la Bibliothèque des ducs de Bourgogne à la mort de Charles le Téméraire, environ 300 sont exposés au KBR museum, dans l'enceinte même de la bibliothèque.
Les manuscrits précieux sont conservés dans divers coffres-forts ignifugés. Ils peuvent être consultés, sur autorisation, après présentation d'une demande écrite. Des fac-similés de ces manuscrits sont disponibles et consultables sans démarches préalables.
Régulièrement, des ouvrages manuscrits sont prêtés pour des expositions temporaires. Les prêts sont assortis de conditions strictes et couverts par des assurances allant jusqu'à plusieurs millions de dollars pour les ouvrages les plus précieux.

#### Principales œuvres conservées

##### Manuscrits anciens
- Les Chroniques de Hainaut, Annales historiae principum Hannoniae, 1447-1448, le livre le plus précieux de Belgique, par David Aubert, exécuté pour Philippe le Bon, reliure du XVIIIe siècle aux armes de Louis XV, d'un poids d'environ 10 kg ms. 9242-44
- L'Évangéliaire d'Echternach, un chef-d'œuvre de l'art des miniatures franc salien du XIe siècle, ms. 9428
- Le Psautier de Peterborough réalisé en Angleterre vers 1300-1318 pour Geoffrey de Crowland, abbé de Peterborough, propriété de Jean XXII, ms. 9961-62
- Les Très Belles Heures du duc de Berry, avant 1402, ms 11060-61
- Le Livre d'heures de Philippe de Clèves, Gand, avant 1485, ms. IV 40
- Le missel de Matthias Corvin, vers 1485-1487
- Les Chroniques et Conquestes de Charlemagne
- Le manuscrit dit Van Hulthem
- L'Éthique d'Aristote
- Histoire de Charles Martel
- La Belle Hélène de Constantinople
- La Cité des dames, de Christine de Pizan
- Histoire des Seigneurs de Gavre
- Roman de Girart de Nevers, Jean de Wavrin 1450-1467, ms. 9631
- Roman des Sept Sages de Rome, ms. 9433-34
- Un manuscrit du Ménagier de Paris
- Les Heures de Notre-Dame de Simon Bening (1530), également appelé Livre d'Heures de Hennessy, ms. II 158
- Chronique universelle Gembloux, ms. 1130
- Le renommée Rijmbijbel (nl) de Jacob van Maerlant (Historia Scholastica ; Die Wrake van Jherusalem, autour de 1290 à 1300), le texte compte 27 081 versets, ms. 15001
- Une lettre d'Érasme
- Un Troisième Carousel de Dresde, Molerus (1582)
- Armorial de Gelre
- Armorial de la Toison d'Or, 1535, Bruges
- Den byencorf der H. Roomsche Kerke de Philippe de Marnix de Sainte-Aldegonde

##### Manuscrits contemporains
- La correspondance de Félicien Rops
- Bruges-la-Morte de Georges Rodenbach
- Carnet de Maurice Maeterlinck
- Aux proscrits français refugiés en Belgique de Victor Hugo
- Fantaisies militaires de Charles de Ligne
- In t wonderjaer  de Hendrik Conscience
- Le dossier Rimbaud-Verlaine
- Plusieurs manuscrits et œuvres d'Hugo Claus, Paul van Ostaijen, Guido Gezelle et Karel van de Woestijne
- Correspondance entre Dominique Rolin et Philippe Sollers

##### Acquisitions au cours duxxesiècle
- Une lettre de Marcus Laurinus (nl) à Abraham Ortelius
- Une paire de tablettes à écrire en ivoire, France
- Folia de l'Armorial de Gorrevod, milieu du XIVe siècle
- Les Heures de Reynegom
- L'Ancienne noblesse du comte de Flandres, de Corneille Gaillard
- Une lettre de Rimbaud à sa mère, Aden, 22 septembre 1880
- Plusieurs manuscrits de Théo Van Rysselberghe

### Le cabinet des monnaies et médailles
Le cabinet des médailles a acheté en 1899 la collection privée d'Albéric du Chastel, acquérant 821 monnaies antiques, principalement grecques (304) et romaines (509). La même année est léguée la collection de Lucien de Hirsch, qui participe également à enrichir les collections du cabinet.
Parmi sa collection de monnaies, la Bibliothèque royale de Belgique possède le tétradrachme d'Aetna, une pièce d'argent antique surnommée « la Mona Lisa de la numismatique ».

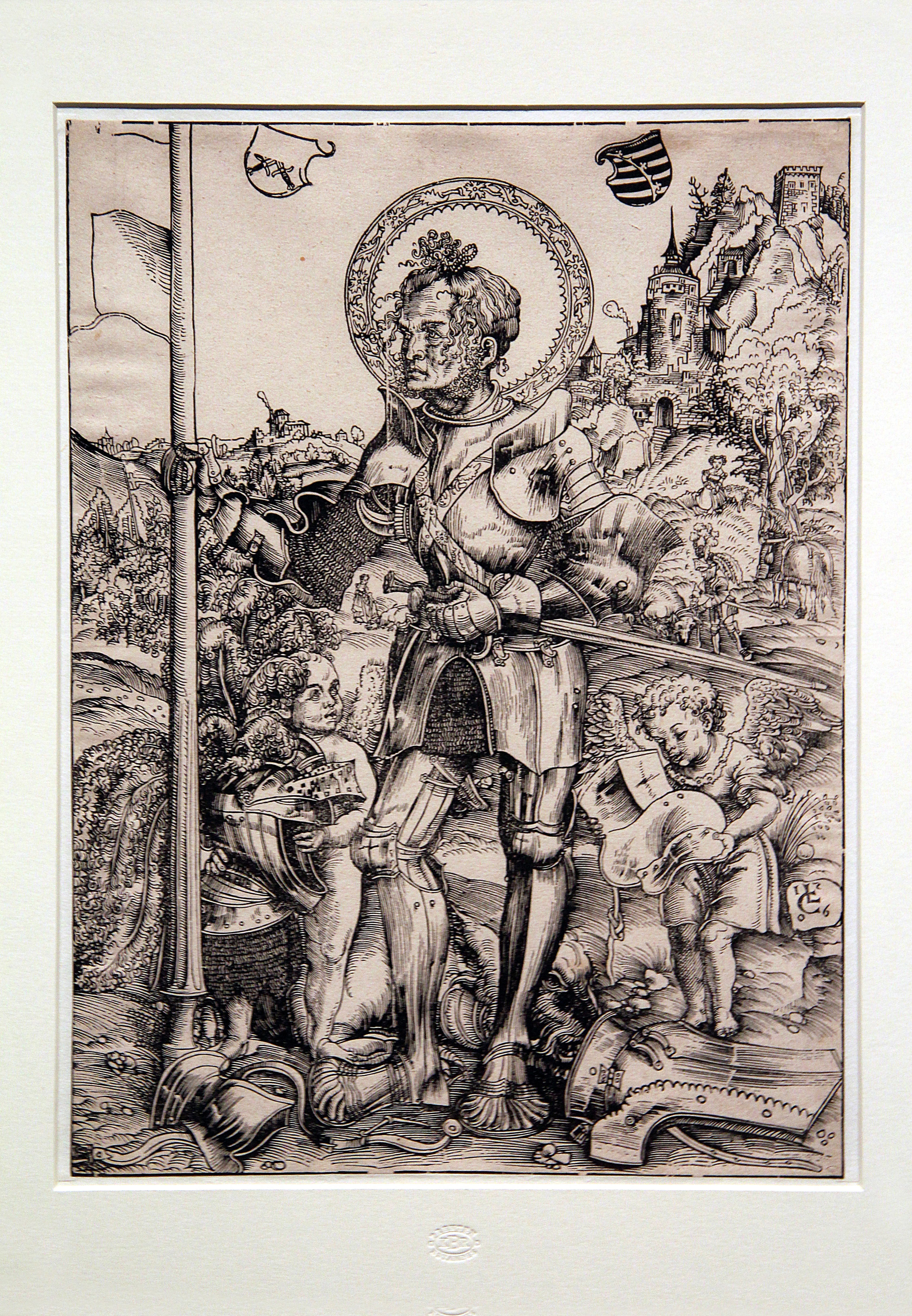
Saint Georges s'appuyant sur sa lance Lucas Cranach l'Ancien (1506).

## Les cabinets d’écrivains
La Bibliothèque royale a reconstitué les cabinets de travail de deux écrivains, grâce au mobilier leur ayant appartenu. On peut ainsi voir le cabinet de travail de Michel de Ghelderode et d'Émile Verhaeren.
Un autre cabinet dédié à Max Elskamp souhaite évoquer son souvenir. Orné de meubles créés par Henry van de Velde, il rappelle plutôt le souvenir de cet architecte.
Ce cabinet — éloigné de l'esprit de celui de Max Elskamp, décrit comme un endroit curieux plein d'un fouillis d'objets artistiques les plus divers : estampes rares, meubles curieux, objets de mécanique — est, en effet, un mélange composite de meubles, de bibelots et de tableaux d'origines diverses n'ayant aucun rapport avec Max Elskamp.
Les meubles de ce cabinet sont ceux qu'Édouard van Dievoet (1875-1961), docteur en droit, âgé alors de vingt-quatre ans et qui deviendra plus tard directeur à la Compagnie internationale des wagons-lits, avait commandés en 1900 à Henry van de Velde qui avait déjà illustré en 1896 à sa demande l'almanach du cercle des étudiants libéraux de l'université de Gand.

## Les projets numériques

### La bibliothèque numérique
La Bibliothèque royale de Belgique a mis en place sa bibliothèque numérique, Belgica, en juillet 2009. La numérisation et la mise à disposition des documents sur Internet concerne prioritairement les fonds issus des collections les plus anciennes de l'établissement, les ouvrages concernant la Belgique et son histoire (Belgicana), ainsi que les pièces particulièrement fragiles et précieuses. En 2012 près de trois millions de pages de revues du 19e et 20e siècles sont déjà numérisées.
La plateforme a beaucoup évolué avec le temps. En 2024, elle existe en trois déclinaisons. Belgica reste consacrée aux manuscrits et collections, BelgicaPress regroupe les grands journaux belges publiés avant 1989, et BelgicaPeriodicals recense les revues et périodiques des quatre siècles derniers.
La Bibliothèque royale a lancé des appels d'offres pour la numérisation des principaux journaux du pays, qui seront consultables avec recherche « plein texte », ainsi que pour les documents sonores. Les ressources de Belgica sont également disponibles sur Europeana.
La numérisation des documents anciens s’avère difficile car leur support matériel est très fragile. Le personnel de la bibliothèque sélectionne les titres à numériser, en fonction de leur pertinence (géographique, philosophique, idéologique et linguistique) et de leur état de conservation. Afin de gagner en rapidité, la bibliothèque s’est dotée, en 2021, de trois robots scanners qui utilisent la technologie de reconnaissance de caractères (OCR).
En 2024, la KBR annonce un partenariat avec Google. Tous les deux mois, des ouvrages sont envoyés sur le site européen de l’entreprise, afin d’être numérisés et mis en libre accès sur Belgica et Google Books. L’objectif est fixé à 100 000 ouvrages d’ici 2026. Chaque année, entre 30 000 et 40 000 ouvrages du 17e au 19e siècle, sélectionnés pour leur représentativité de la collection, seront ajoutés aux plateformes numériques. Ce partenariat augmente non seulement l’efficacité de la numérisation de la collection, mais permet également de la faire rayonner à travers le monde.

### Dépôt légal numérique
En parallèle du projet de numérisation de la collection, la loi sur le dépôt légal a été étendue aux publications numériques, en juillet 2018. En 2020, 20 000 ouvrages avaient été déposés et mis en ligne sur le catalogue de la bibliothèque. Toutefois, ce nombre n’est peut-être pas représentatif, puisque le dépôt légal est effectué sur une base volontaire.

### Initiatives enhumanités numériques(Digital humanities)
Outre le projet de bibliothèque numérique, la Bibliothèque royale s’est engagée, dans son plan d’action 2022-2024, à encourager la recherche dans les domaines des nouvelles technologies et des sciences humaines, dont les arts et lettres, et d’augmenter le nombre et la visibilité des documents en ligne.
Pour ce faire, plusieurs projets ont été lancés : 
- LabEL[29], Laboratory for Electronic Literature: créé en 2022, il a pour objectif d’archiver, de conserver et de valoriser les littératures numériques qui sont exclusivement produites en ligne, sans autre support matériel. La recherche y tient une place importante, notamment dans l’élaboration de procédures de préservation des œuvres.

- Be Comics Lab[30] : la bande-dessinée tient une place importante dans le patrimoine belge. Pourtant, le genre manque encore de légitimité. Be Comics Lab veut résoudre ce problème en développant la recherche scientifique sur le sujet (étude de l’histoire, corpus, développement d’outils dédiés à la numérisation, etc.)
- Pop Heritage[31] et ARTPRESSE[32] : ces deux projets de recherche se consacre à la conservation et la valorisation des imprimés de masse et la culture populaire.
- Projet Navez[33] : François-Joseph Navez est une personnalité influente dans le milieu artistique, en Belgique, au 19e siècle. En s’appuyant sur sa correspondance, le projet vise à comprendre et analyser le fonctionnement et l’évolution des réseaux sociaux d’hier à aujourd’hui.
- MetaBelgica[34] : en partenariat avec l’Institut Royal du Patrimoine Artistique, les Musées des Beaux-Arts et les Musées royaux d’Art et d’Histoire, la Bibliothèque Royale a créé une base de données où les institutions fédérales peuvent partager leurs travaux et documents. L’objectif de la base de données est d’éviter les duplications et de nourrir la recherche par le partage de connaissances.

## Expositions temporaires
L'institution organise régulièrement en son sein des expositions temporaires où sont présentées des pièces issues de ses collections et de partenariats avec d’autres organismes belges. Ces expositions sont variées allant d’œuvre d’arts à des manuscrits anciens. Voici des exemples de la programmation actuelle : 
- 2023 : Exposition Monnaies & Médailles : « Charle Lefébure (1862-1943) ou le travail acharné d’un homme pour la mémoire des Belges » (du 10 octobre au 16 décembre 2023)
- 2024 : Expo : James Ensor. Inspired by Brussels (du 22 février 2024 au 2 juin 2024)[35]

Jusqu'en mai 2020, il était possible de visiter le Librarium, exposition permanente sur l'histoire du livre occupant six salles de la bibliothèque. Cette exposition est maintenant fermée.
La fragilité de certains documents empèche de les exposer de façon permanente. Pour cette raison, la bibliothèque remplace deux fois par an la sélection de manuscrits, de livres et d’estampes dans les salles d’exposition permanente.
Actuellement, l’exposition est axée sur la « Rijmbijbel » qui est l’œuvre de Jacob van Maerlant ainsi que sur d’autres documents du Moyen Âge et de la Renaissance.  

## Programmation
La Bibliothèque royale de Belgique est un établissement hybride, comportant un musée et une bibliothèque en plus de ces nombreuses collections spéciales. Elle offre ainsi une programmation diversifiée pour ces usagers. La programmation propose des ateliers ouverts d’écriture, de peinture, et d'autres activités artistiques pour adultes et enfants, des visites guidées, des contes bilingues pour tous les âges, des conférences, des concerts midi, des spectacles, etc. La programmation est renouvelée chaque saison.
Outre les activités culturelles, la KBR s’engage également pour la promotion de l’alimentation durable en milieu urbain. De 2012 à 2017, elle accueille l’association Le Début des Haricots, sur son toit terrasse. Dans le cadre du projet Potage-Toit, une serre et des panneaux solaires sont installés au cinquième étage. On y fait pousser des légumes et des plantes sauvages que l’on transfère dans des sacs, à l’air libre, durant les beaux jours. Un système de récupération d’eau de pluie et de compost est également mis en place. Alors que les récoltes sont partagées entre les cuisines de la cafeteria, et la communauté, le jardin est également utilisé pour des ateliers de sensibilisation aux enjeux environnementaux (visites guidées, création d’un hôtel à insectes, activité de découvertes des plantes).

## Conservateurs en chef puis directeurs généraux
Conservateurs en chef
- Georges-Joseph Gérard (1734-1814)
- Frédéric de Reiffenberg (1837-1850)
- Louis Alvin (1850-1887)
- Édouard Fétis (1887-1904)
- Henri Hymans (1904-1909)
- R.P. Joseph Van den Gheyn S.J. (1909-1912)
- Dom Ursmer Berlière O.S.B. (1913-1914)
- Louis Paris (1919-1929)
- Victor Tourneur (1929-1943)
- Auguste Vincent (1943-1944, ad interim)
- Frédéric Lyna (1944-1953)
- Marcel Hoc (1953-1955)
- Herman Liebaers (1956-1973)
- Martin Wittek (1973-1990)
- Denise De Weerdt (1990-1991)
- Josiane Roelants-Abraham (1992)
- Pierre Cockshaw (1992-2002)
- Raphaël De Smedt (2002-2005)

Directeurs généraux
- Patrick Lefèvre (2005-2017)
- Sara Lammens (2017-, ad interim)

## Accès
| ___ | Ce site est desservi par la station de métro : Gare Centrale. |